# Towarzystwo Chrystusowe dla Polonii Zagranicznej
Towarzystwo Chrystusowe dla Polonii Zagranicznej, chrystusowcy, SChr (Societas Christi pro Emigrantibus Polonis, SChr) – rzymskokatolickie zgromadzenie zakonne założone przez Czcigodnego Sługę Bożego kard. Augusta Hlonda 8 września 1932, a zatwierdzone przez papieża Pawła VI w 1964.
Organizatorem zgromadzenia zakonnego na zlecenie Augusta Hlonda był Sługa Boży ks. Ignacy Posadzy, któremu I Kapituła Generalna nadała tytuł współzałożyciela. Pierwszą siedzibą zgromadzenia były Potulice.

## Historia
Przed II wojną światową oprócz Domu Macierzystego w Potulicach, zgromadzenie wybudowało Dom Główny na Ostrowie Tumskim w Poznaniu oraz przejęło domy w Puszczykowie i Dolsku.
W trakcie wojny Towarzystwo straciło cały majątek. Po wojnie odzyskało dom w Poznaniu, gdzie do dziś znajduje się główna siedziba zgromadzenia wraz z Wyższym Seminarium Duchownym Towarzystwa Chrystusowego.
Przy Domu Głównym działa wydawnictwo Hlondianum, redakcja miesięcznika Msza Święta, a także księgarnia Zgromadzenia.
W 2010 członkami Towarzystwa Chrystusowego było 398 kapłanów, 21 braci zakonnych, 39 kleryków i 9 nowicjuszy.

## Duchowość i duszpasterstwo
Celem Towarzystwa Chrystusowego dla Polonii zagranicznej jest uwielbienie Boga i uświęcenie się poprzez naśladowanie Jezusa Chrystusa. W szczególny sposób chrystusowcy włączają się w apostolstwo Kościoła powszechnego poprzez pracę na rzecz Polaków mieszkających poza granicami kraju. Poza posługą duszpasterską księża służą Polonii opieką kulturową i społeczną.

## Strój zakonny
Strojem chrystusowców jest sutanna duchowieństwa diecezjalnego.

## Struktura Zakonu
- Dom Główny Towarzystwa Chrystusowego w Poznaniu.
- Dom nowicjacki w Mórkowie koło Leszna.
- Domy zakonne w Łomiankach, Puszczykowie, Ziębicach.

### Ośrodki duszpasterskie w Polsce
- Parafie archidiecezji szczecińsko-kamieńskiej (18)
- Parafie diecezji opolskiej (2)
- Parafie archidiecezji wrocławskiej (1)
- Parafie archidiecezji gdańskiej(1)
- Parafie diecezji koszalińsko-kołobrzeskiej (1)
- Parafie diecezji bydgoskiej(1)
- Parafia św. Jadwigi Królowej Wawelskiej w Poznaniu.
- Parafia Ścięcia św. Jana Chrzciciela w Chojnicy-Morasku

Kapłani Towarzystwa Chrystusowego pełnią również funkcje kapelanów, w 4 domach zakonnych, należących do innych zakonów, znajdujących się na terenie archidiecezji poznańskiej;

### Prowincja pw. Najświętszego Serca Pana Jezusa
- Wielka Brytania
- Irlandia

### Prowincja pw. Matki Bożej Częstochowskiej
- Francja
- Hiszpania

### Prowincja  pw. Świętego Józefa
- Niemcy
- Holandia
- Włochy
- Węgry

### Prowincja pw. Świętej Rodziny
- Australia
- Nowa Zelandia

### Prowincja pw. Matki Bożej Niepokalanie Poczętej
- Brazylia

### Prowincja pw. Królowej Polonii Zagranicznej
- Stany Zjednoczone
- Kanada

### Kraje podlegające pod Zarząd Generalny
- Białoruś
- Ukraina
- Grecja
- Południowa Afryka

## Problem pedofilii
Odszkodowanie dla kobiety gwałconej przez księdza Towarzystwa Chrystusowego dla Polonii Zagranicznej
2 października 2018 Sąd Apelacyjny w Poznaniu prawomocnie utrzymał w mocy orzeczenie sądu pierwszej instancji, w którym ten zasądził na rzecz kobiety więzionej i gwałconej w dzieciństwie przez ks. Romana B., należącego do Towarzystwa Chrystusowego dla Polonii Zagranicznej, milion złotych odszkodowania, którą ma zapłacić Towarzystwo i dożywotnią rentę. 31 marca 2020 Sąd Najwyższy odrzucił skargę kasacyjną od wyroku sądu apelacyjnego wniesioną przez Towarzystwo Chrystusowe. Roman B. podstępnie wywiózł 13-letnią dziewczynkę od rodziców, a następnie przez kilkanaście miesięcy więził ją i gwałcił. W jego komputerze śledczy mieli znaleźć także treści o charakterze pedofilskim oraz korespondencję z innymi dziećmi. Mężczyznę aresztowano w 2008, ale jeszcze do 2017 należał do Towarzystwa Chrystusowego. Władze zgromadzenia argumentowały, że: "Wspólnota zakonna jest dla niego nieodzownym wsparciem i umocnieniem w przemianie życia i dążeniu ku dobremu". Pod wpływem społecznego oburzenia władze zakonu uznały, że ksiądz pedofil nie powinien jednak być członkiem Towarzystwa Chrystusowego i powinien zostać wydalony ze Zgromadzenia. To pierwszy przypadek w Polsce, gdy sąd nakazał Kościołowi wypłatę odszkodowania dla ofiary przestępstwa popełnionego przez księdza pedofila.